# Saint-Silvain-Montaigut
Saint-Silvain-Montaigut ist eine Gemeinde in Frankreich. Sie gehört zur Region Nouvelle-Aquitaine, zum Département Creuse, zum Arrondissement Guéret und zum Kanton Guéret-2. 

## Geografie
Saint-Silvain-Montaigut umfasst neben der Hauptsiedlung die Quartiere La Graulade, Charaud, Masbonson, La Villate-Quinque, La Faye und Rebeyras. Die Nachbargemeinden sind Saint-Vaury, La Brionne, Saint-Léger-le-Guérétois, Saint-Victor-en-Marche, Montaigut-le-Blanc und Gartempe.

## Bevölkerungsentwicklung
| Jahr      | 1962 | 1968 | 1975 | 1982 | 1990 | 1999 | 2006 | 2011 | 2012 |
| --------- | ---- | ---- | ---- | ---- | ---- | ---- | ---- | ---- | ---- |
| Einwohner | 336  | 311  | 257  | 216  | 198  | 208  | 190  | 182  | 180  |